# Fausta Cornelia
Fausta Cornelia (n. c. 88 a. C.) fue una dama romana, hija de Lucio Cornelio Sila y de su tercera esposa Cecilia Metela y hermana gemela de Fausto Cornelio Sila.

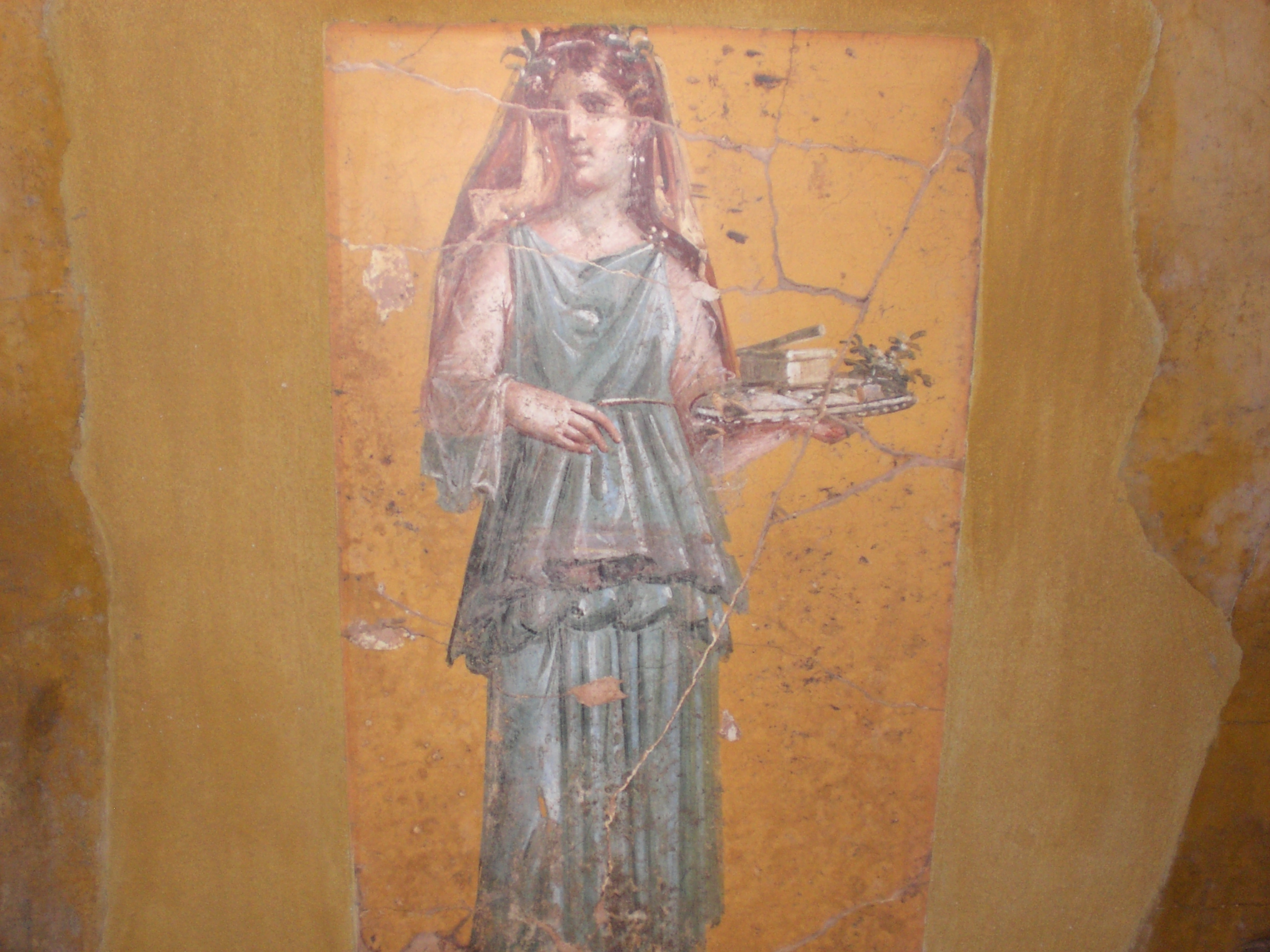
Pintura de una mujer romana.

Se casó en primeras nupcias con Cayo Memio, aunque luego fue repudiada por éste debido a sus numerosas infidelidades. En el año 56 a. C. se casó en segundas nupcias con Tito Anio Milón. Parece que el historiador Salustio fue expulsado del Senado en el año 50 a. C. porque fue descubierto en flagrante adulterio con Fausta, como atestigua Aulo Gelio.